# Absolument royal !
 (avril 2022).
Si vous disposez d'ouvrages ou d'articles de référence ou si vous connaissez des sites web de qualité traitant du thème abordé ici, merci de compléter l'article en donnant les références utiles à sa vérifiabilité et en les liant à la section « Notes et références ».
Pour plus de détails, voir Fiche technique et Distribution.
Absolument royal ! (The Royal Treatment) est un film américain réalisé par Rick Jacobson et sorti en 2022.

## Synopsis
Izzy, une coiffeuse de New York va officier au mariage du prince de Lavania. Par un concours de circonstances, elle se rapproche de son prestigieux client.

## Fiche technique
- Titre : Absolument royal!
- Titre original : The Royal Treatment
- Réalisation : Rick Jacobson
- Scénario : Holly Hester
- Musique : John R. Graham
- Photographie : John Cavill
- Montage : Luke Haigh
- Production : Ellen Marano, Laura Marano, Vanessa Marano et Chloe Smith
- Société de production : Focus Features International et Netflix
- Pays :  États-Unis et  Nouvelle-Zélande
- Genre : Comédie romantique
- Durée : 96 minutes
- Dates de sortie : 
  - Netflix : 20 janvier 2022

## Distribution
- Laura Marano (VF : Lila Lacombe) : Isabella « Izzy »
- Mena Massoud (VF : Aurelien Raynal) : le prince Thomas
- Chelsie Preston Crayford (en) (VF : Leslie Lipkins) : Destiny
- Julie Edwards (en) : Mme. Cortez
- Talia Lesser (VF : Charlotte Hennequin) :  Rochelle
- Ivan Stojanov : August
- An Xin Chang : Cesar
- James Gaylyn (en) (VF : Cyprien Fiassé) : Nate
- Kube Jones-Neill (VF : Jacky Tavernier) : Mme. Johnson
- Amanda Billing (en) (VF : Christiane Ludot) :  Valentina
- Grace Bentley-Tsibuah (VF : Amelia Ewu) : Lola
- Elizabeth Hawthorne : Nonna
- Jay Simon (en) (VF : Fabrice Lelyon) : Doug
- Peter Chin : M. Cho
- Cameron Rhodes (en) : Walter
- Sonia Gray (VF : Audrey Sourdive) : Mme. Fabre
- Phoenix Connolly (VF : Marie Perret) : Lauren LaMott
- Jacque Drew : Ruth LaMott
- Matthew E. Morgan : Buddy LaMott
- Teuila Blakely (en) : la reine Catherine
- Paul Norell (VF : Jean Barney) : le roi John
- Aislinn Furlong : Petra
- Taylor Barrett : Francis
- Abby Howells (en) : Abigail
- Theanne Bulatao : Clara
- Siale Tunoka (VF : Kévin Goffette) : Everett
- Ivie Kupenga (VF : Charlotte Hennequin) : Esme
- Jen Van Epps : Jane

## Accueil
Le film a reçu un accueil défavorable de la critique. Il obtient un score moyen de 36 % sur Metacritic.